# 柴田町立船迫中学校
柴田町立船迫中学校（しばたちょうりつ ふなばさまちゅうがっこう）は、宮城県柴田郡柴田町西船迫にある公立中学校。

## 建物
全3階建てで体育館、柔道や剣道をする場所の迫武館、25mプール(現在は使用されていない)、野外ステージなどがある。

## クラス
クラスは一学年2クラス、校舎の1階は3年生、2階は2年生、3階は1年生となっている。一学年65人前後の生徒がいる。

## 沿革
- 1987年（昭和62年） - 開校

## 学区
- 船迫小学校学区